# Trini Lopez
Trini Lopez, pseudonimo di Trinidad López III (Dallas, 13 maggio 1937 – Palm Springs, 11 agosto 2020), è stato un cantante, chitarrista e attore statunitense di origine messicana.
Come musicista fu una star del latin rock, e suoi cavalli di battaglia furono brani come America, dal musical West Side Story, e If I Had a Hammer, canzone di Pete Seeger già standard del trio Peter, Paul and Mary, lanciata in Italia da Rita Pavone con il titolo Datemi un martello.
Come attore fu uno dei protagonisti del film Quella sporca dozzina, a fianco di Charles Bronson, Ernest Borgnine, Lee Marvin e Telly Savalas.
Fra le cover da lui incise sono da ricordare quella di Cielito lindo - impiegata nella colonna sonora del film del 1989 Nato il quattro luglio - e quella del celebre brano dei Doors Light My Fire. Cantò anche Nel blu dipinto di blu e si esibì nel programma televisivo britannico Top of the Pops.
Il suo nome figura fra coloro che hanno venduto il maggiore numero di dischi singoli al mondo.

## Biografia
Lopez esordì suonando nel circuito dei piccoli club del sud-ovest degli Stati Uniti, in particolare della California, prima di essere notato nel 1962 dal produttore discografico Don Costa mentre suonava al PJ's di Hollywood (locale che oggi ha preso il nome di The Starwood). Costa rimase sorpreso soprattutto dal talento mostrato da Lopez nell'adattare canzoni a ritmi latini standard musicali tipici dell'epoca. Decise così di farlo mettere sotto contratto dalla medesima casa discografica di Frank Sinatra, la Reprise Records.
L'album di debutto di Lopez fu Trini Lopez Live at PJ's, distribuito nel 1963: esso includeva una cover di If I Had a Hammer, che raggiunse come singolo il primo posto delle top chart in trentasei paesi (piazzandosi al terzo posto negli Stati Uniti): il brano rimase una delle canzoni maggiormente trasmesse dalle radio per diversi anni.
Nel medesimo album Lopez dava anche una personale versione di un traditional della cultura messicana: La Bamba, già cantato da diversi artisti. Il singolo relativo fu redistribuito nel 1966.
La sua popolarità come musicista indusse nel 1964 la Gibson Guitar Corporation a chiedergli di disegnare un nuovo tipo di chitarra. Lopez accontentò l'azienda progettando due tipi di strumento: la chitarra denominata Trini Lopez Standard, un modello adatto ad eseguire musica rock and roll basato sulla preesistente Gibson ES-335, e la Lopez Deluxe, variante della Gibson jazz creata a suo tempo da Barney Kessel. Entrambi i modelli di chitarra furono commercializzati fra il 1964 e il 1971 e sono tuttora oggetto di attenzione da parte dei collezionisti, tra cui figurano artisti come Dave Grohl dei Foo Fighters e Noel Gallagher degli Oasis.
Trini Lopez incise in carriera tredici singoli che hanno scalato le classifiche di vendita a tutto il 1968, incluse Lemon Tree (Will Holt song) (del 1965), I'm Comin' Home, Cindy (1966) e Sally Was a Good Old Girl (1968).
Nella speciale classifica Adult contemporary chart, egli piazzò numerose hit, compresi i singoli Top 40 Michael (1964), Gonna Get Along Without Ya' Now (1967) e The Bramble Bush (1967). In seguito al successo discografico, Lopez divenne uno dei maggiori "entertainer" dei "country's top nightclub'" che negli anni sessanta si esibivano a Las Vegas, Nevada.
Negli anni sessanta e settanta  fu attivo anche nel cinema. La sua prima interpretazione fu nel film Marriage on the Rocks, del 1965, con un semplice cameo in una scena ambientata in un nightclub. La colonna sonora del film comprendeva una canzone, Sinner Man, che entrò nella classifica Billboard Hot 100 piazzandosi al 54.mo posto (al 12.mo nella categoria "adult contemporary").
Quella sporca dozzina fu sicuramente il film più importante che Lopez interpretò, nel 1967, insieme ad Antonio del 1973. Lopez apparve anche, con due caratterizzazioni differenti, nel programma televisivo Adam 12. Da allora però preferì dedicarsi prevalentemente alla carriera di musicista tenendo concerti con tournée nei paesi dell'Europa e dell'America Latina.
Inserito nel 2003 nella International Latin Music Hall of Fame, per tutti gli anni duemila continuò a suonare in pubblico e a incidere dischi, prendendo parte anche a concerti di beneficenza per le vittime del maremoto dell'oceano Indiano e del relativo tsunami del 2004.
Trini Lopez è morto nell'estate del 2020, per complicazioni da COVID-19.

## Discografia
(escluse le compilation e le ripubblicazioni)
- 1963: Trini Lopez at PJ's
- 1963 More Trini Lopez Live at PJ's
- 1964 On the Move
- 1964 Live at Basin St. East
- 1964 The Latin Album
- 1965 The Folk Album
- 1965 The Love Album
- 1965 The Rhythm and Blues Album
- 1965 The Sing Along World of Trini Lopez
- 1965 Trini Lopez Live in South Africa
- 1966 Trini
- 1966 The Second Latin Album
- 1967 In London
- 1967 Now!
- 1968 It's a Great Life
- 1968 Welcome to Trini Country
- 1969 The Whole Enchilada
- 1969 The Trini Lopez Show
- 1970 Viva
- 1971 Trini Lopez Live in Tokyo
- 1977 Y Su Alma Latina
- 1978 Transformed By Time
- 1991 The 25th Anniversary Album
- 1998 Dance Party
- 2000 Aylole-Aylola
- 2001 Dance the Night Away
- 2002 Legacy: My Texas Roots
- 2005 Romantic and Sexy Guitars
- 2008 Ramblin' Man

## Filmografia
- Patto a tre (Marriage on the Rocks), regia di Jack Donohue (1965)
- Quella sporca dozzina (The Dirty Dozen), regia di Robert Aldrich (1967)

## Doppiatori italiani
- Manlio De Angelis in Quella sporca dozzina